# Ngarakis
Ngarakis ist eine Insel im Inselstaat Palau im Pazifischen Ozean.

## Geographie
Die Insel im Gebiet des administrativen Staates Ngiwal (d. h. ein Verwaltungsgebiet) liegt in einer Bucht von Babeldaob und an der Grenze zum Staat Melekeok. Schmale Kanäle führen zum Inselinnern, zum einen nördlich zur Mündung des Flusses Ngeredekuu (Ngibtal Pass) und südlich nach Melekeok (Meteul Pass). Die Insel liegt innerhalb des Schutzgebietes Ngemai Conservation Area. Sie ist durch Melekeok Causeway and Bridge und Ngiwal Causeway and Bridge mit den nebenliegenden Festland verbunden. Die Küstenlinie ist durch Mangrovenbestand und die zerklüftete Struktur der ehemaligen Riffkrone geprägt. Die Insel ist dicht bewaldet und unbewohnt.